# Lolita (1997)
Lolita ist ein US-amerikanisch-französisches Filmdrama von Adrian Lyne aus dem Jahr 1997. Die Hauptrollen spielten Dominique Swain und Jeremy Irons.
Die Handlung basiert auf dem Roman Lolita von Vladimir Nabokov aus dem Jahr 1955. Der Roman wurde bereits im Jahr 1962 von Stanley Kubrick unter demselben Titel verfilmt.

## Handlung
Humbert Humbert verliebt sich im Alter von 14 Jahren in ein gleichaltriges Mädchen. Dieses stirbt jedoch bald darauf an Typhus, was ihn zeitlebens beeinflusst.
Im Jahr 1947, als Erwachsener, mietet er bei der Witwe Charlotte Haze ein Zimmer. Er will in New Hampshire den Sommer verbringen und dann eine Stelle als Literaturprofessor in Beardsley, Ohio, antreten. Während seines Aufenthalts lernt er die Tochter seiner Vermieterin, die frühreife 12-jährige Dolores, Spitzname „Lolita“, kennen, in die er sich sofort verliebt. Dolores beginnt, ihn durch körperliche Annäherung für sich zu gewinnen.
Einige Zeit später gesteht Charlotte ihrem Untermieter mit einem Brief ihre Liebe und bittet ihn, das Haus zu verlassen, bevor sie zurückkommt, da sie sein Verbleiben als Zeichen gegenseitiger Liebe werten würde. Humbert entschließt sich jedoch zu bleiben und heiratet Charlotte – obwohl er die Witwe verachtet –, um weiterhin in der Nähe von Dolores bleiben zu können. Charlotte Haze schickt das Mädchen mit der Zahnspange jedoch bald darauf in ein Ferienlager, danach soll es sofort in ein Internat ziehen. Humbert ist davon sehr betroffen. Seine Gedanken drehen sich nur um Dolores; er stellt seine Frau mit Schlaftabletten ruhig.
Einige Wochen später bricht Charlotte eine verschlossene Schublade seines Schreibtischs auf und entdeckt darin sein Tagebuch, aus dem sie von seiner Abneigung ihr gegenüber und seiner sexuellen Obsession für Dolores erfährt. Als Humbert nach Hause kommt, konfrontiert sie ihn damit und sagt ihm, dass er Dolores niemals wieder sehen werde. Humbert geht in die Küche und bereitet zwei Drinks zu. Dann erfährt er telefonisch, dass seine Frau, die fluchtartig das Haus verlassen hatte und vor ein Auto gelaufen war, tot ist. Humbert verbrennt die kompromittierenden Briefe im Kamin des Hauses.
Nachdem Humbert sich gefasst hat, holt er Dolores vorzeitig aus dem Ferienlager ab, erzählt ihr jedoch zunächst nicht vom Tod ihrer Mutter. Er begibt sich mit ihr in ein Hotel, in dem die beiden zum ersten Mal flüchtig auf den Theaterautor Clare Quilty treffen. Clare Quilty zeigt sein Interesse an Dolores.
Schließlich teilt Humbert Dolores den Tod der Mutter mit. Die beiden reisen per Auto durch Amerika, wobei sich eine leidenschaftliche Liaison entwickelt. Auf dem Weg durch die Länder und Orte, durch die ihre Reise führt, plagt Humbert immer mehr sein schlechtes Gewissen. Eines Tages lassen sie sich in einer Kleinstadt Neuenglands nieder und beginnen dort ein neues Leben. Humbert gibt sich nun als der Vater von Dolores aus und geht weiterhin seinem Beruf als Professor nach; Dolores, mittlerweile 14 Jahre alt, geht zur Schule.
Als Humbert erfährt, dass Dolores unüblicherweise zwei Klavierstunden versäumt hat, entsteht ein heftiger Streit, nach dem Dolores wegläuft. Humbert findet sie in einer Kneipe wieder und sie beschließen, den Wohnort zu verlassen und erneut durch Amerika zu reisen. Während dieser Reise werden sie – wie sich später herausstellt von Quilty – verfolgt, der es auf Lolita abgesehen hat. Als Lolita infolge einer Viruserkrankung im Krankenhaus behandelt werden muss, wird sie einen Tag nach ihrer stationären Aufnahme von Quilty, der sich gegenüber dem Krankenhauspersonal als Lolitas „Onkel Gustave“ ausgegeben hat, abgeholt. Humbert, getrieben von seiner Verzweiflung über ihr Verschwinden, begibt sich auf die Suche nach ihr, verliert aber ihre Spur und kehrt nach Hause zurück.
Drei Jahre später erhält Humbert einen Brief von Dolores. Sie ist mittlerweile verheiratet, schwanger und in Geldnöten. Er besucht sie und versucht sie zu überreden, zu ihm zurückzukehren, doch sie weist ihn ab. Er erfährt von Lolita, dass Quilty der Mann war, der sie damals aus dem Krankenhaus mitgenommen hatte, dass dieser pornographische Filme mit Kindern drehte und Dolores sich damals sehr von ihm angezogen fühlte und daher mit ihm ging.
Humbert beschließt, Quilty aus Rache zu erschießen. Als er eines Tages in Quiltys Haus eindringt, findet er dessen hebephile Neigungen bestätigt und auch, dass Dolores mit ihm mitkommen wollte, als er sie aus dem Krankenhaus „entführte“. Quilty bietet Humbert an, bei ihm einzuziehen; Humbert tötet Quilty mit mehreren Schüssen. Danach wird er von der Polizei verfolgt, die ihn einholt.
Der Film endet mit den Einspielungen, dass Humbert an einer Krankheit im Gefängnis verstorben sei; ebenso Dolores: kurz nach ihm, im selben Jahr am Weihnachtstage während der Geburt ihres Kindes.

## Kritiken
James Berardinelli schrieb auf ReelViews, der Film provoziere nicht; die einzigen Bilder des nackten Mädchens seien unscharf. Das Thema des Sexuellen Missbrauchs von Kindern sei trotzdem für die Verleiher unangenehm, der Film wartete ein Jahr auf seine Veröffentlichung. Die Darstellung von Jeremy Irons mache aus dem Charakter von Humbert Humbert kein seelenloses Monstrum, sondern ein menschliches Wesen. Dominique Swain spiele ihre Rolle ausgezeichnet.
Kenneth Turan schrieb in der Los Angeles Times über die Verzögerung der Veröffentlichung des Films. Er entspreche mehr der Romanvorlage als die Verfilmung von Stanley Kubrick aus dem Jahr 1962. Eine Belastung stelle die Tatsache dar, dass der Roman viel Narration und nur wenige Dialoge beinhalte.

„Neuerliche Verfilmung des Romans von Vladimir Nabokov, der es nicht gelingt, die stilistische Originalität des Romans ins Visuelle zu übertragen. Statt die erotische Komponente glaubhaft auszuspielen, flüchtet sich der Film in populär-psychologische Metaphern und spekulativ wirkende Gewaltszenen.“

## Auszeichnungen
Dominique Swain gewann im Jahr 1999 den Young Artist Award; sie wurde 1999 für den YoungStar Award und den Chicago Film Critics Association Award nominiert. Jeremy Irons und Dominique Swain wurden 1999 für den MTV Movie Award nominiert.

## Hintergründe
Die Produktionskosten betrugen schätzungsweise 58 Millionen US-Dollar.
Eigentlich sollte Natalie Portman die Rolle der Lolita besetzen. Da sie jedoch nach der Rolle der „Mathilda“ im Film Léon – Der Profi fürchtete, für immer auf die Figur der kindlichen Verführerin festgelegt zu sein, sagte sie ab.
„Lolita Licht meines Lebens, Feuer meiner Lenden“ ist der erste Satz des Romans, welcher hier als Einleitung genutzt wurde.